# Cristian Llama
Cristian Ezequiel Llama (Lomas de Zamora, Provincia  de Buenos Aires, Argentina; 26 de junio de 1985) es un futbolista argentino. Juega de mediocampista y actualmente es jugador de Atlético de Rafaela, de la Primera Nacional.

## Trayectoria

### Arsenal de Sarandí, Calcio Catania y Newell's Old Boys
Llama comenzó su carrera profesional en su país natal, Argentina en 2004, con Arsenal de Sarandí. En su primera temporada con el club, Llama hizo 16 apariciones y anotó 2 goles. En su segunda temporada con el club argentino, se lo llama a hacer un adicional de 19 partidos, sin embargo el jugador realmente prosperó en su tercera temporada, donde realizó 23 apariciones y marcó 4 goles. Esta buena performance atrajo la atención de numerosos europeos clubes, entre ellos los de Italia, España y Suiza.[cita requerida]
En junio de 2007, el joven argentino completó su transferencia a Europa, uniéndose al Calcio Catania. Al jugador al principio le fue difícil conseguir minutos de juego en su primera temporada, debido a la presencia de los extremos Juan Manuel Vargas, Jorge Andrés Martínez, Mariano Izco, y Giacomo Tedesco. Después de 4 meses en Sicilia, el jugador hizo solo una aparición, y por lo tanto, fue cedido a Newell's Old Boys, en el año 2008, de donde debió irse luego de una polémica levantada a raíz de una foto suya publicada en su fotolog, en la que aparece con una camiseta del equipo rival Club Atlético Rosario Central. Nuevamente a Italia, fue un habitual durante la temporada 2009-10, hasta que una lesión en la pierna importante alcanzado en marzo de 2010. Antes de la lesión, Llama hizo 23 apariciones en la liga anotando 2 goles. Su regreso no se produjo hasta diciembre de 2010, y desde entonces el jugador se volvió a insertar de nuevo en el once inicial y ayudó al club a una tercera temporada consecutiva que termina con una cifra récord en los puntos de la Serie A.

### ACF Fiorentina, Veracruz y Colón
En septiembre de 2012, fichó por la ACF Fiorentina en calidad de préstamo por una temporada con opción de compra. En la temporada 2013-14, fue traspasado al club mexicano Veracruz, para en 2014 ser fichado por Colón de Santa Fe donde ascendió en la Primera B Nacional 2014 y luego disputó la Primera División.

### Aldosivi, Agropecuario y Gimnasia de Mendoza
En enero de 2016, fue traspasado a Aldosivi donde jugó la temporada 2016-17 y formó parte de varios encuentros inclusive por copa nacional.
Al solo haber convertido un gol frente a Argentinos Juniors en la victoria por 3-2 y debido a múltiples lesiones y la posterior merma en su desempeño, en julio de 2017, decidió bajar una categoría y fichar por Agropecuario de Carlos Casares para disputar la primera parte de la Primera B Nacional 2017-18, ya que tan solo siete meses después volvió a bajar de división (esta vez a la tercera del fútbol argentino para equipos del interior) para jugar en Gimnasia y Esgrima de Mendoza la segunda parte del Torneo Federal A 2017-18. Su primer gol en la institución Blanquinegra lo hizo ante Ferro de General Pico en la fecha 1 de la segunda fase del torneo, donde anotó un gol olímpico. Cristian, además, fue el autor del gol del ascenso a la Primera B Nacional para el Blanquinegro en el partido ante Defensores de Villa Ramallo.

### Mushuc Runa
El 3 de enero de 2022 firmó contrato como refuerzo de Mushuc Runa Sporting Club de la Serie A de Ecuador.

### San Martín de Tucumán
Para la segunda parte del Campeonato de Primera Nacional 2022, se suma a San Martín de Tucumán.

## Estadísticas

### Clubes
| Arsenal de Sarandí Argentina                                                                              | 1.ª           | 2004-05       | 15  | 2  | —  | Inexistentes | Inexistentes | Inexistentes | 1            | —            | —            | 16  | 2  | 0  |
| Arsenal de Sarandí Argentina                                                                              | 1.ª           | 2005-06       | 19  | —  | —  | Inexistentes | Inexistentes | Inexistentes | —            | —            | —            | 19  | 0  | 0  |
| Arsenal de Sarandí Argentina                                                                              | 1.ª           | 2006-07       | 22  | 4  | —  | Inexistentes | Inexistentes | Inexistentes | —            | —            | —            | 22  | 4  | 0  |
| Arsenal de Sarandí Argentina                                                                              | Total club    | Total club    | 56  | 6  | 0  | 0            | 0            | 0            | 1            | 0            | 0            | 57  | 6  | 0  |
| Calcio Catania Italia                                                                                     | 1.ª           | 2007-08       | 1   | —  | —  | —            | —            | —            | —            | —            | —            | 1   | 0  | 0  |
| Calcio Catania Italia                                                                                     | 1.ª           | 2008-09       | 16  | —  | 1  | 1            | —            | 1            | —            | —            | —            | 17  | 0  | 2  |
| Calcio Catania Italia                                                                                     | 1.ª           | 2009-10       | 23  | 2  | 1  | 2            | —            | —            | —            | —            | —            | 25  | 2  | 1  |
| Calcio Catania Italia                                                                                     | 1.ª           | 2010-11       | 15  | 1  | 4  | 1            | —            | —            | —            | —            | —            | 16  | 1  | 4  |
| Calcio Catania Italia                                                                                     | 1.ª           | 2011-12       | 15  | —  | 2  | 2            | —            | —            | —            | —            | —            | 17  | 0  | 2  |
| Calcio Catania Italia                                                                                     | 3.ª           | 2018-19       | 15  | —  | 1  | —            | —            | —            | Inaccesibles | Inaccesibles | Inaccesibles | 15  | 0  | 1  |
| Calcio Catania Italia                                                                                     | 3.ª           | 2019-20       | 10  | —  | —  | 4            | —            | —            | Inaccesibles | Inaccesibles | Inaccesibles | 14  | 0  | 0  |
| Calcio Catania Italia                                                                                     | Total club    | Total club    | 95  | 3  | 9  | 10           | 0            | 1            | 0            | 0            | 0            | 105 | 3  | 10 |
| Newell's Old Boys Argentina                                                                               | 1.ª           | 2007-08       | 3   | —  | —  | Inexistentes | Inexistentes | Inexistentes | —            | —            | —            | 3   | 0  | 0  |
| Newell's Old Boys Argentina                                                                               | Total club    | Total club    | 3   | 0  | 0  | 0            | 0            | 0            | 0            | 0            | 0            | 3   | 0  | 0  |
| A. C. F. Fiorentina Italia                                                                                | 1.ª           | 2012-13       | 5   | —  | —  | 1            | —            | —            | —            | —            | —            | 6   | 0  | 0  |
| A. C. F. Fiorentina Italia                                                                                | Total club    | Total club    | 5   | 0  | 0  | 1            | 0            | 0            | 0            | 0            | 0            | 6   | 0  | 0  |
| Veracruz México                                                                                           | 1.ª           | 2013-14       | 15  | —  | 4  | 4            | —            | —            | —            | —            | —            | 19  | 0  | 4  |
| Veracruz México                                                                                           | Total club    | Total club    | 15  | 0  | 4  | 4            | 0            | 0            | 0            | 0            | 0            | 19  | 0  | 4  |
| Colón Argentina                                                                                           | 2.ª           | 2014          | 5   | —  | —  | 1            | —            | —            | Inaccesibles | Inaccesibles | Inaccesibles | 6   | 0  | 0  |
| Colón Argentina                                                                                           | 1.ª           | 2015          | 16  | 5  | 2  | —            | —            | —            | —            | —            | —            | 16  | 5  | 2  |
| Colón Argentina                                                                                           | Total club    | Total club    | 21  | 5  | 2  | 1            | 0            | 0            | 0            | 0            | 0            | 22  | 5  | 2  |
| Aldosivi Argentina                                                                                        | 1.ª           | 2016          | 12  | 1  | —  | 1            | —            | —            | —            | —            | —            | 13  | 1  | 0  |
| Aldosivi Argentina                                                                                        | 1.ª           | 2016-17       | 15  | —  | 1  | 1            | —            | —            | —            | —            | —            | 16  | 0  | 1  |
| Aldosivi Argentina                                                                                        | Total club    | Total club    | 27  | 1  | 1  | 2            | 0            | 0            | 0            | 0            | 0            | 29  | 1  | 1  |
| Agropecuario Argentina                                                                                    | 2.ª           | 2017-18       | 8   | 1  | —  | —            | —            | —            | Inaccesibles | Inaccesibles | Inaccesibles | 8   | 1  | 0  |
| Agropecuario Argentina                                                                                    | Total club    | Total club    | 8   | 1  | 0  | 0            | 0            | 0            | 0            | 0            | 0            | 8   | 1  | 0  |
| Gimnasia y Esgrima (M) Argentina                                                                          | 3.ª           | 2017-18       | 11  | 2  | —  | 3            | —            | —            | Inaccesibles | Inaccesibles | Inaccesibles | 14  | 2  | 0  |
| Gimnasia y Esgrima (M) Argentina                                                                          | 2.ª           | 2019-20       | 5   | 2  | —  | —            | —            | —            | Inaccesibles | Inaccesibles | Inaccesibles | 5   | 2  | 0  |
| Gimnasia y Esgrima (M) Argentina                                                                          | 2.ª           | 2020          | 8   | 1  | 3  | —            | —            | —            | Inaccesibles | Inaccesibles | Inaccesibles | 8   | 1  | 3  |
| Gimnasia y Esgrima (M) Argentina                                                                          | 2.ª           | 2021          | 26  | 4  | 4  | —            | —            | —            | Inaccesibles | Inaccesibles | Inaccesibles | 26  | 4  | 4  |
| Gimnasia y Esgrima (M) Argentina                                                                          | Total club    | Total club    | 50  | 9  | 7  | 3            | 0            | 0            | 0            | 0            | 0            | 53  | 9  | 7  |
| Mushuc Runa S. C. Ecuador                                                                                 | 1.ª           | 2022          | 6   | —  | 1  | —            | —            | —            | 2            | —            | —            | 8   | 0  | 1  |
| Mushuc Runa S. C. Ecuador                                                                                 | Total club    | Total club    | 6   | 0  | 1  | 0            | 0            | 0            | 2            | 0            | 0            | 8   | 0  | 1  |
| San Martín (T) Argentina                                                                                  | 2.ª           | 2022          | 13  | 1  | —  | —            | —            | —            | Inaccesibles | Inaccesibles | Inaccesibles | 13  | 1  | 0  |
| San Martín (T) Argentina                                                                                  | Total club    | Total club    | 13  | 1  | 0  | 0            | 0            | 0            | 0            | 0            | 0            | 13  | 1  | 0  |
| Total carrera                                                                                             | Total carrera | Total carrera | 299 | 26 | 34 | 21           | 0            | 1            | 3            | 0            | 0            | 323 | 26 | 35 |
| (1) Incluye datos de la Copa Argentina, Copa Italia y Copa MX. (2) Incluye datos de la Copa Sudamericana. |               |               |     |    |    |              |              |              |              |              |              |     |    |    |

## Palmarés

### Campeonatos nacionales
| Título                     | Club                   | País      | Año     |
| -------------------------- | ---------------------- | --------- | ------- |
| Ascenso a Primera División | Colón                  | Argentina | 2014    |
| Ascenso a Primera Nacional | Gimnasia y Esgrima (M) | Argentina | 2017-18 |